# مارشال جويل
مارشال جويل (بالإنجليزية: Marshall Jewell)‏ (و. 1825 – 1883 م) هو صناعي ورائد في مجال التلغراف والهاتف ورحالة عالمي وشخصية سياسية. شغل جويل منصب الحاكم الرابع والأربعين لولاية كونيتيكت وسفير الولايات المتحدة في روسيا والمدير العام الخامس والعشرين لخدمة البريد في الولايات المتحدة، والزعيم الوطني للحزب الجمهوري. كان جويل معروفا بجلده الناعم كالخزف الصيني، وعيونه الرمادية، وحاجبيه الأبيضين، وعرف بلقب «الرجل البورسلين». بصفته مدير عام البريد، قام جويل بإجراء إصلاحات وكان عازماً على تنظيف خدمة البريد من الفساد الداخلي والاستغلال. وقد ساعد وزير الخزانة بنيامين بريستو في إغلاق حلقة الويسكي ومحاكمة المتورطين فيها. إلا أن الرئيس يوليسيس جرانت أصبح يشك في ولاء جويل بعد أن قام الأخير بطرد مدير مكتب بريد في بوسطن بسبب عدم سداده سند كفيل وطلب غرانت أن يقدم جويل استقالته. 
جويل هو من مواطني نيو هامبشاير، وهو ابن أحد كبار الدباغين، وتدرب على الدباغة في عمل والده.  انتقل جيويل إلى بوسطن حيث تعلم فن تنظيف الجلود المدبوغة. ثم انتقل إلى هارتفورد في عام 1847 حيث كان يعمل في عمل والده. توقف جويل عن العمل في الجلود وأصبح عامل تلغراف حيث عمل في نيويورك وأوهايو وتينيسي. كان جويل من أنصار حزب الويغ ودعم انتخاب زكاري تايلور للرئاسة. انتقل جويل إلى ميسيسيبي حيث تم انتخابه مشرفًا عامًا للتلغراف.  عاد جويل إلى نيويورك عام 1849، وعاد في السنة التالية إلى عمل والده في الدباغة بعد أن أصبح شريكا معه. سافر جيويل إلى أوروبا بين عامي 1859 و 1860، وذهب في أعمال مرتبطة بالدباغة، وعاد إلى الولايات المتحدة في بداية الحرب الأهلية الأمريكية. عاد جويل إلى أوروبا في عام 1865 وسافر إلى مصر والأراضي المقدسة. 
عاد جويل إلى الولايات المتحدة وانضم للحزب الجمهوري، وترشح لمجلس شيوخ ولاية كونيتكت في عام 1867، لكنه لم يفز في الانتخابات.  في عام 1868 ، ترشح جيويل لمنصب حاكم ولاية كونيتيكت إلا أنه خسر الانتخابات.  ترشح جويل مجددا في العام التالي لذات المنصب وفاز هذه المرة وبقي في منصبه من عام 1869 حتى 1870. أعيد انتخابه مجددا في عام 1871 حتى عام 1873. تم تعيين جويل بعدها قنصلا إلى روسيا من قبل الرئيس غرانت حتى عام 1874 عندما عينه الرئيس جرانت لمنصب مدير عام خدمة البريد؛ بعد أن خدم حتى عام 1876. كان جويل أيضا مرشحًا للرئاسة في المؤتمر الوطني الجمهوري عام 1876 وشغل منصب رئيس اللجنة الوطنية للحزب الجمهوري من عام 1880 حتى عام 1883. عاد جويل إلى كونيتيكت وأصبح تاجرا ثريا، بعد أن استثمر في صحيفة هارتفورد إيفنينغ بوست وشركة هاتف جنوب نيو انغلاند.  توفي في عام 1883 في نيو هيفن، كونيتيكت وتم دفنه في مقبرة سيدار هيل في هارتفورد، كونيتيكت. 